# Hans-Joachim Rathke
Hans-Joachim Rathke (* 6. März 1907) war ein deutscher Beamter.

## Werdegang
Rathke stand ab 1965 der Bundesmonopolverwaltung für Branntwein in Offenbach als Präsident vor. Zuvor war er leitender Verwaltungsdirektor und Erster Geschäftsführer der Verwertungsstelle der Bundesmonopolverwaltung.

## Ehrungen
- 1971: Großes Verdienstkreuz der Bundesrepublik Deutschland

## Schriften
- Täterschaft und Teilnahme bei auf militärischen Befehl begangenen Verbrechen. Dissertation, Rechts- und staatswissenschaftliche Fakultät der Universität Marburg, Funk, Hersfeld 1931.